# Szűcs Kornél
Szűcs Kornél (Miskolc, 2001. szeptember 24. –) magyar válogatott labdarúgó, az angol harmadosztályú Plymouth Argyle játékosa.

## Pályafutása

### Klubcsapatokban
A Diósgyőri VTK saját nevelésű játékosa, 2018 augusztusában írta alá elsőprofi szerződését a miskolci csapattal. A magyar élvonalban 2020. június 20-án mutatozott be, és első mérkőzését követően a Mezőkövesd elleni győztes találkozón a mezőny legjobbjának választották, és bekerült a forduló válogatottjába is. A DVTK-ban a másodosztályban és az élvonalban is pályára lépett, de szerepelt kölcsönben a szintén NB II-es Kazincbarcikában is a két klub közötti kooperációs együttműködésnek köszönhetően. 2023 nyarán a Kecskeméti TE szerződtette. A 2023–2024-es szezonban alapembere volt a lila-fehér csapatnak, amelynek színeiben 28 NB I-es mérkőzésen lépett pályára. 2024 nyarán az angol másodosztályban szereplő Plymouth Argyle szerződtette. Augusztus 14-én mutatkozott be a Wayne Rooney által irányított csapatban; kezdőként végigjátszotta a Cheltenham Town ellen 3–0-ra megnyert Ligakupa-találkozót. Az angol másodosztályban tíz nappal később, a Queens Park Rangers elleni 1–1-es döntetlen alkalmával mutatkozott be.

### A válogatottban
2024. október 1-jén Marco Rossi szövetségi kapitány meghívta a felnőtt válogatott keretébe a soron következő két Nemzetek Ligája-mérkőzésére.

## Statisztika

### A válogatottban
| Magyarország | Magyarország | Magyarország |
| Év           | Mérk.        | Gólok        |
| ------------ | ------------ | ------------ |
| 2024         | 1            | 0            |
| Összesen     | 1            | 0            |

### Mérkőzései a válogatottban
| Magyarország | Magyarország      | Magyarország                 | Magyarország        | Magyarország | Magyarország | Magyarország    | Magyarország | Magyarország |
| #            | Dátum             | Helyszín                     | Hazai               | Eredmény     | Vendég       | Kiírás          | Gólok        | Esemény      |
| ------------ | ----------------- | ---------------------------- | ------------------- | ------------ | ------------ | --------------- | ------------ | ------------ |
| 1.           | 2024. október 14. | Zenica, Bilino Polje Stadion | Bosznia-Hercegovina | 0 – 2        | Magyarország | Nemzetek Ligája | -            | 86'          |
|              | Összesen          |                              |                     | 1            | mérkőzés     |                 | 0            | gól          |